# Gunthorpe (Norfolk)
Gunthorpe – wieś w Anglii, w hrabstwie Norfolk, w dystrykcie North Norfolk. Leży 35 km na północny zachód od Norwich i 170 km na północny wschód od Londynu.
W 2001 miejscowość liczyła 261 mieszkańców.